# Залужжя (Збаразька міська громада)

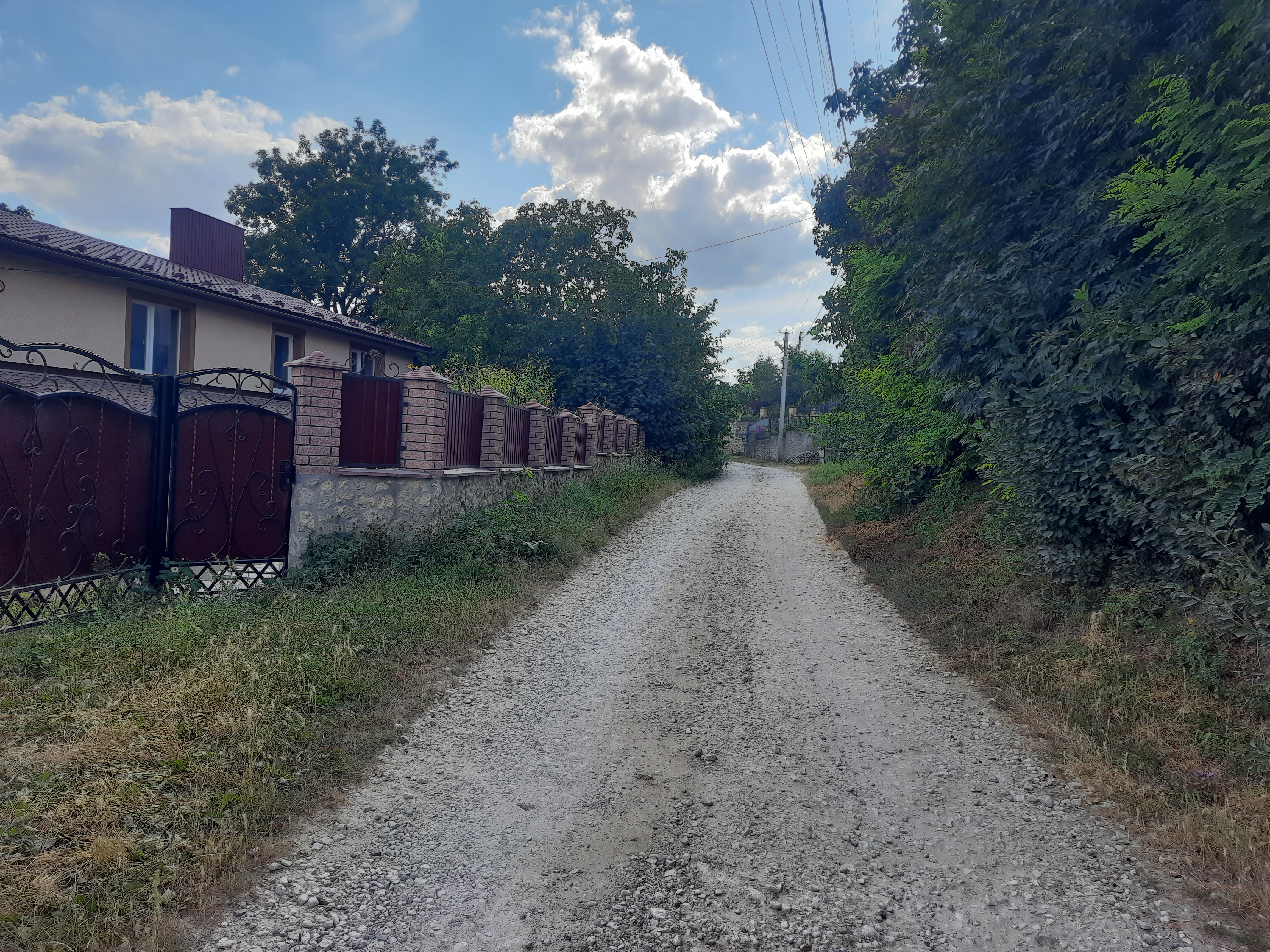
Сільська вулиця

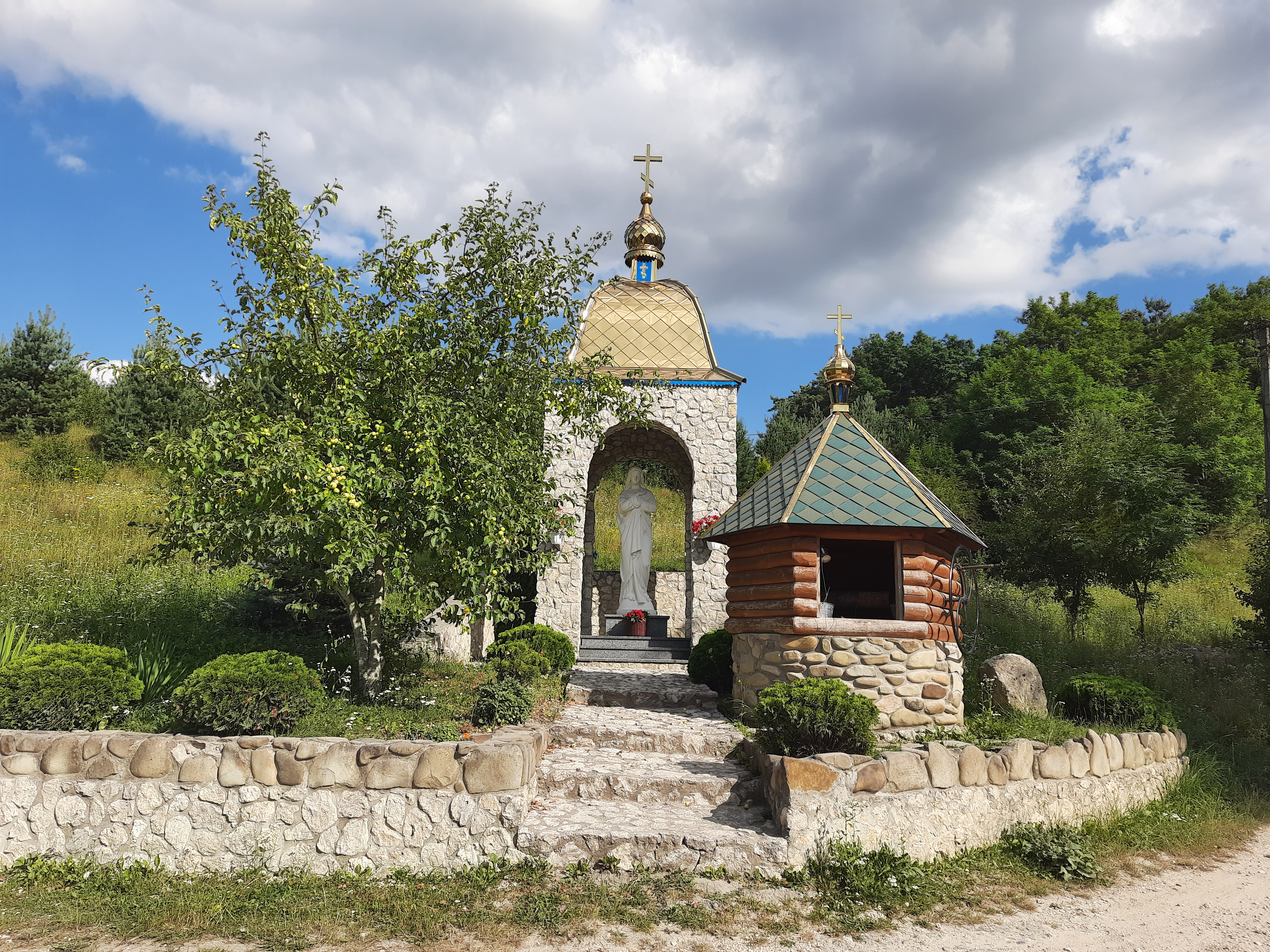
Капличка

Залу́жжя — село в Україні, у Збаразькій міській громаді Тернопільського району Тернопільської області. Розташоване на річці Гнізна, у північній частині району. До 2020 центр сільради, якій були підпорядковані села Івашківці та Ліски.
Населення — 1157 осіб (2014). 

## Історія
Поблизу села виявлено археологічні пам'ятки ранньої залізної доби.
Перша письмова згадка — 1444 р. (село віддали в оренду русинові Іванку); 
За іншими даними перша писемна згадка припадає на 9 липня 1463 року. В цей день у Луцьку три брати – Василь, Семен і Солтан Васильовичі, «отчині і дідичі Збаразькі» (сини князя Василя Федоровича Несвізького) офіційно поділили батьківські маєтки. У цьому документі перераховано переважно більшість сіл Збаражчини (і не тільки), що відійшли князям.
Зокрема, Василю Васильовичу – містечко Збараж і села Опрілівці, Лозова, Охрімівці, Чернихівці, Верняки, Залужжя«Залужє», Тарасівка, Розношинці, Мусорівці, дві Стриївки та інші.
Процитований документ зберігається в архіві князів Любартовичів Сангушків у Славуті (Archiwum książąt Lubartowiczow Sanguszkow w Sławucie. T.1 1366-1506. S.53). 
Назва, ймовірно, від місця розташування — «за лугом». 1649 р. село згадане під час облоги Збаразького замку.
Наприкінці 17 — в середині 18 ст. у селі був монастир. На початку 19 ст. були мури келійного корпусу, які згодом розібрали.
1890 р. в селі — 1451 житель. Функціонували початкова школа, фільварок, броварня, ґуральня, млин, кам'яний кар'єр, цегельня і корчма. В УГА воювали Дмитро і Михайло Ващуки, Василь і Григорій Іваськіви, Петро Клеванчук, Яків Нечай, Микола Шмигельський та інші.
1921 р. в селі проживало 1590 осіб, працювали кам'яний кар'єр, цегельня. 1925 р. працювало 2 млини Е. Явеця і Бляустена, підприємство з видобутку вапняку А. Диновського (10 робітників). Діяли філії товариств «Просвіта», «Січ», «Луг», «Сільський господар», «Союз українок», «Рідна школа» та інших, а також кооперативу, аматорський драматичний гурток і хор. У 1932 р. працювала 2-класна школа. Протягом 1934—1939 рр. Залужжя — центр ґміни, до якої належали села Базаринці, Зарубинці, Івашківці, Малий Глибочок і Тарасівка.
7 липня 1941 р.–4 березня 1944 р. Залужжя — під нацистською окупацією. Під час німецько-радянської війни в Червоній армії загинули або пропали безвісти близько 80 уродженців села. В ОУН і УПА перебували, загинули, репресовані, симпатики — 56 осіб; криївка була на господарстві С. Іваськів (Олещук).
12 червня 2020 року, відповідно до Розпорядження Кабінету Міністрів України від  № 724-р «Про визначення адміністративних центрів та затвердження територій територіальних громад Тернопільської області», село увійшло до складу Збаразької міської громади.
19 липня 2020 року, в результаті адміністративно-територіальної реформи та ліквідації Збаразького району, село увійшло до складу новоутвореного Тернопільського району.

## Населення

### Мова
Розподіл населення за рідною мовою за даними перепису 2001 року:
| Мова       | Кількість | Відсоток |
| ---------- | --------- | -------- |
| українська | 1217      | 97.99%   |
| російська  | 25        | 2.01%    |
| Усього     | 1242      | 100%     |

## Пам'ятки

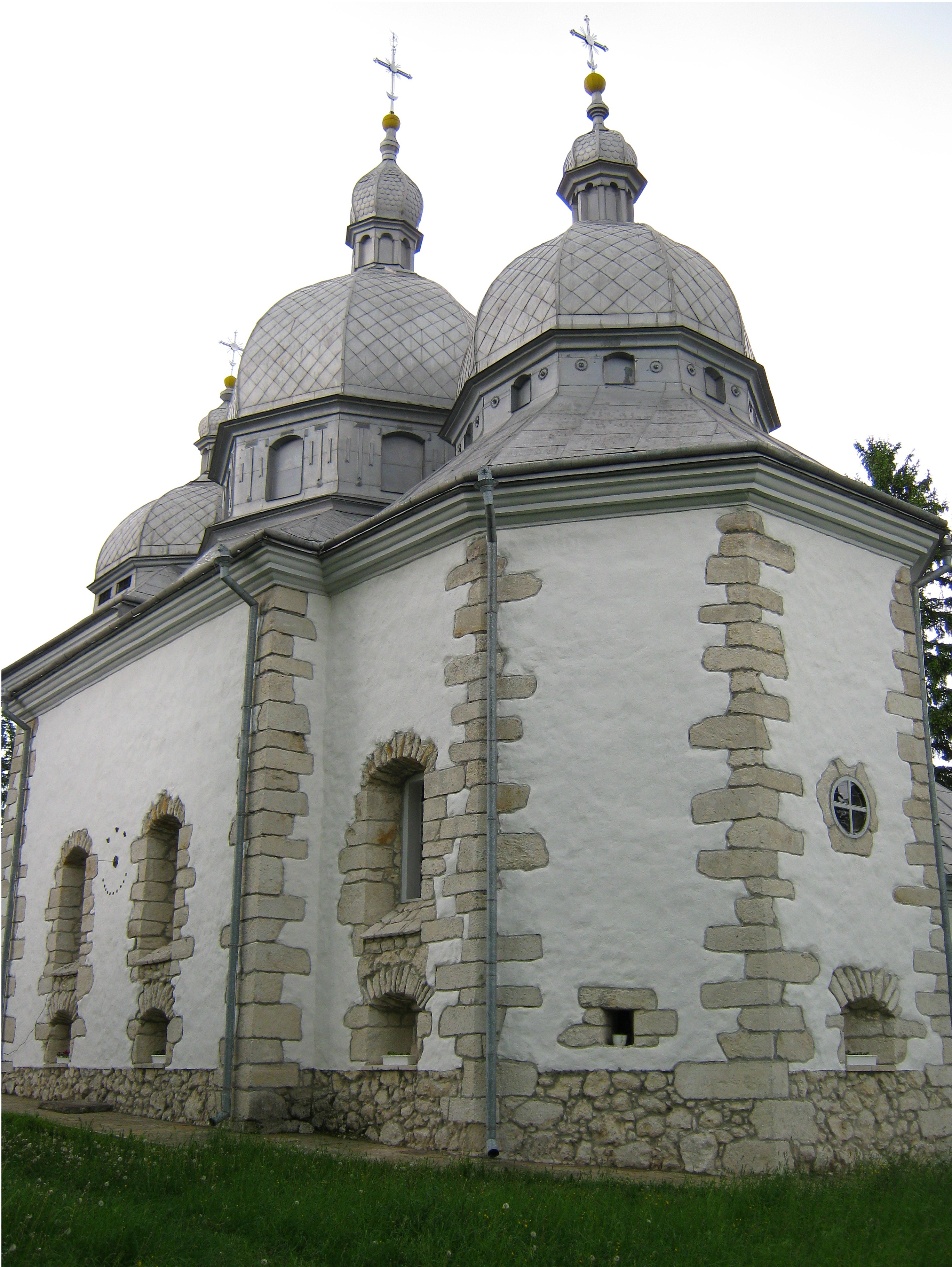
Церква Преображення Господнього

Є оборонна кам'яна церква Преображення Господнього (або Спасо-Преображенська, ренесанс, 1600, реставрована 1989). Як свідчить напис на білокам'яній плиті, вмурованій над одвірками південного фасаду, церкву Преображення Господнього збудував брацлавський воєвода Іван (Януш) Збаразький 1600 року «на місці старожитнього монастиря» Преподобного Онуфрія Великого. Вона належить до тридільних безбанних храмів, поширених на Поділлі з XIV сторіччя. Сьогодні це пам'ятка архітектури національного значення; на стіні храму встановлено сонячний годинник.
Поблизу церкви Преображення Господнього заплановано створити музей просто неба. У 2013 р. освячено Хресну дорогу та закладено фундамент для спорудження дерев'яної церкви (1767 р.) перевезеної з с. Горинка Кременецького району
Також у селі є нова церква (1996 р., кам'яна), залишки костелу Святої Розалії (1914 р., реконструйований 1926 р.; у 1927 р. біля нього спорудили «фіґуру» Матері Божої з Ісусиком на руках; закритий 1946 р.).

### Заказники

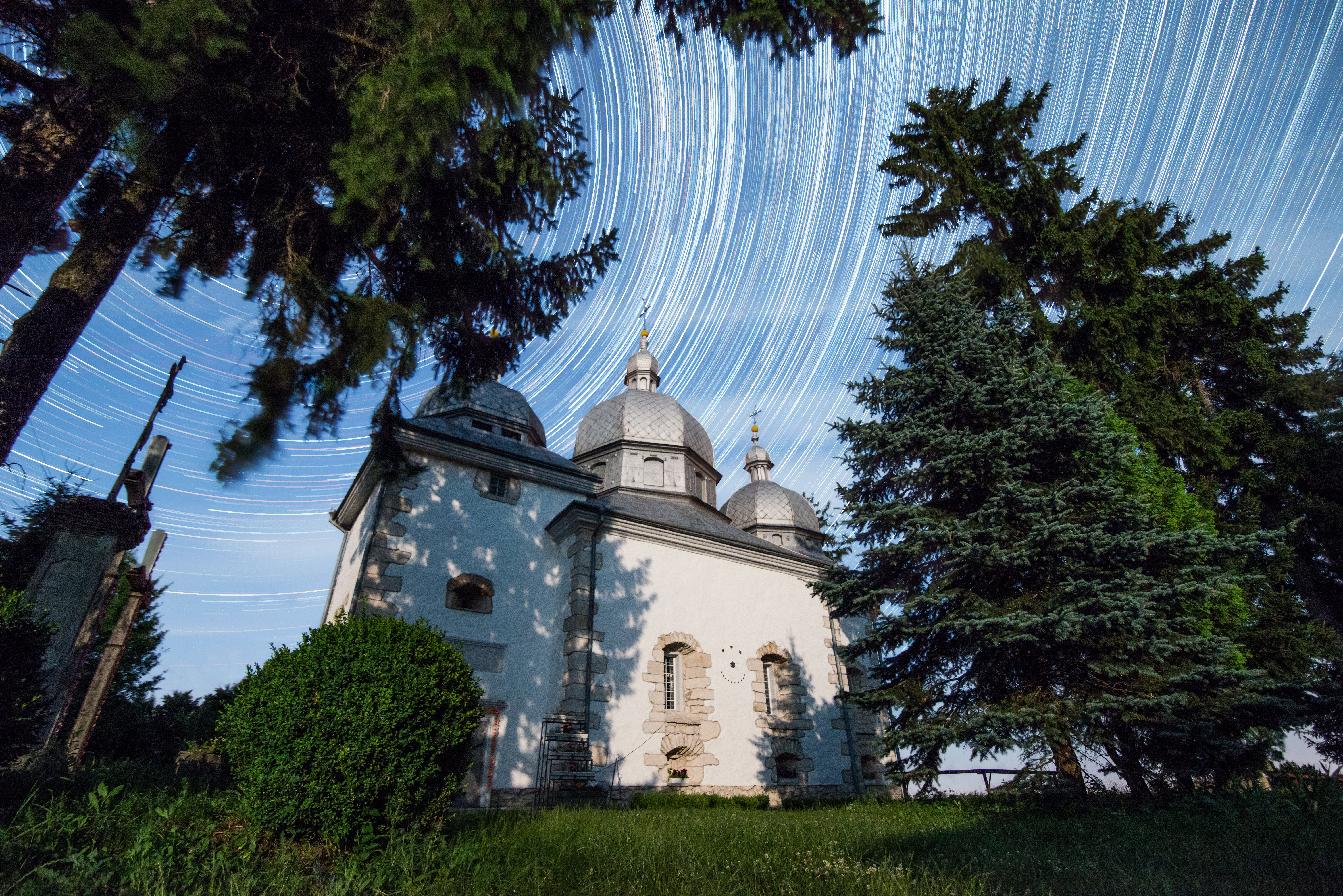
Церква Преображення Господнього (Залужжя, ПЦУ) Фото: Ревун А.

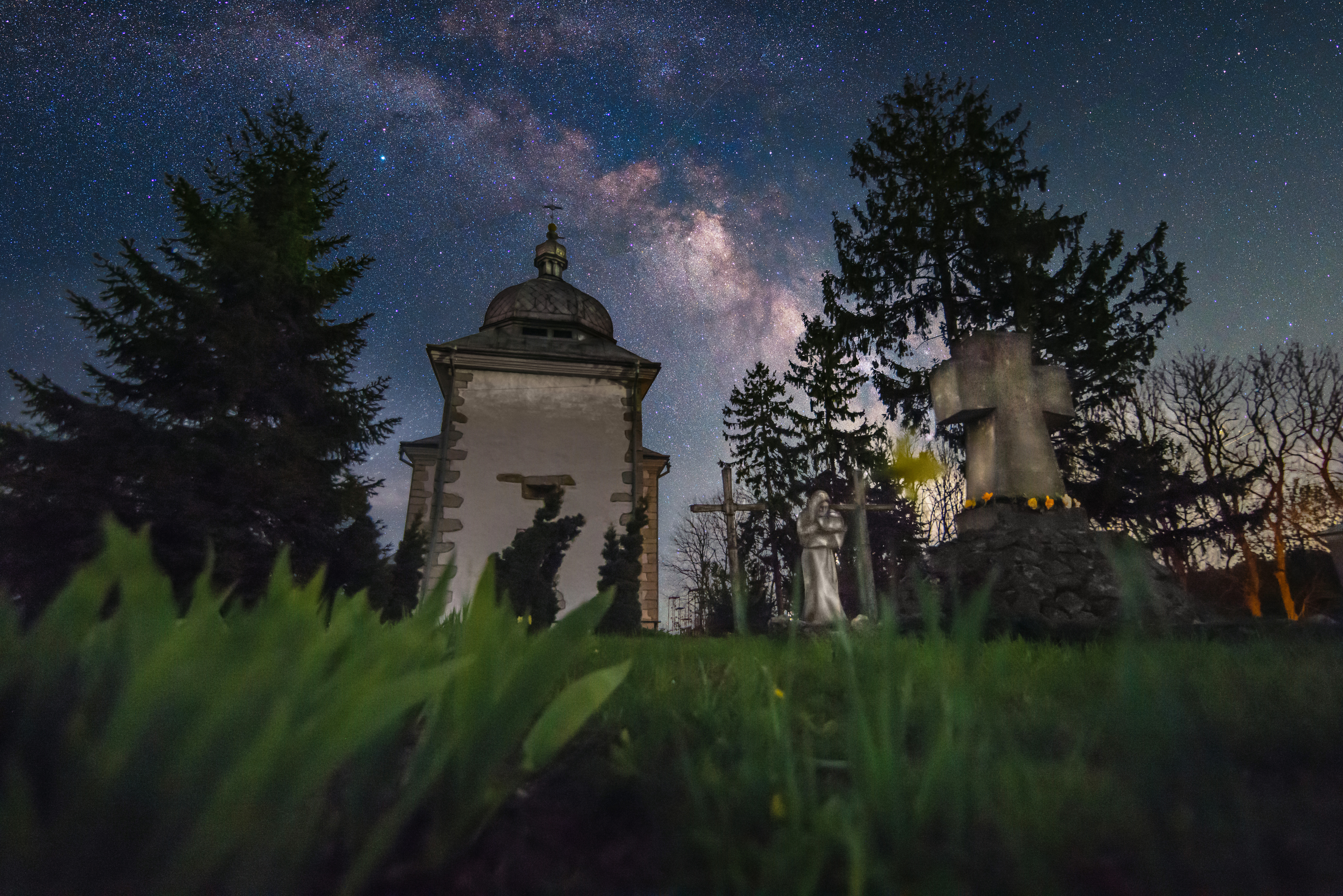
Церква Преображення Господнього (Залужжя, ПЦУ) Спасо-Преображенська церква. Фото: Ревун А.

На території Залужжя є ботанічний заказник Залужанський, геологічні заказники «Бабина гора» (7,4 га) та Гора «Довбуша» (19,2 га), стратиграфічний заказник плейстоцинових відкладів ґрунтів.

## Пам'ятники та пам'ятні знаки
Встановлено пам'ятні хрести:
- на честь скасування панщини в Австрійській імперії у 1848 році (1875)
- тверезості (1879)
- проголошення незалежності України (1991)

Споруджено:
- пам'ятник воїнам-односельцям, полеглим у німецько-радянській війні (1975)
- кам'яний хрест «Голгофа» на пам'ять про страшну епідемію (відновлено 2000)
- скульптурну композицію: хресною дорогою йде монах, який на долонях підносить у дар Христу церкву «Спаса» (2000).

Скульптура святого Онуфрія
Щойновиявлена пам'ятка монументального мистецтва.
Робота Францішека Станькевича та Іоана Шейгеца; виготовлена з каменю-вапняку (встановлена ХІХ ст.).
Скульптура — 1,3 м; постамент — 1,8х,45х0,45 м, площа — 0,0003 га.
Скульптура святого Григорія
Щойновиявлена пам'ятка монументального мистецтва. Розташована на вулиці Лесі Українки.
Меценати Габріела і Маріанна Фельчишини; виготовлена із каменю-вапняку (встановлена 1844 р.).
Скульптура — 1,3 м; постамент — 1,2 м.
Пам'ятний знак на захист від епідемій
Щойновиявлена пам'ятка монументального мистецтва. Розташована в центрі села, біля церкви.
Робота самодіяльних майстрів, виготовлена із каменю-вапняку (встановлена 1831 р.).
Скульптура святої Анни
пам'ятка монументального мистецтва. Розташована на вулиці Виноградній, 4.
Робота самодіяльних майстрів, виготовлена із каменю (встановлена ХІХ ст.).
Скульптура — 1,1 м, постамент — 1,5х1,5х1,5 м, площа — 0,0003 га.
Скульптура Матері Божої
Пам'ятка монументального мистецтва. Розташована на вулиці Збаразькій, 32.
Робота самодіяльних майстрів, виготовлена із каменю (встановлена 1863 р.).
Скульптура — 1,2 м, постамент — 1,2х1х1 м, площа — 0,0003 га.
Скульптура Матері Божої Непорочного Зачаття
Пам'ятка монументального мистецтва. Розташована на вулиці Збаразькій, 70.
Робота самодіяльних майстрів, виготовлена із каменю (встановлена ХІХ ст.).
Скульптура — 1,3 м, постамент — 1,9х1х1 м, площа — 0,0003 га.
Скульптура Матері Божої, 1927
Пам'ятка монументального мистецтва. Розташована на вулиці Франка — Франка бічна.
Робота самодіяльних майстрів, виготовлена із каменю (встановлена 1927 р.).
Скульптура — 1,3 м, постамент — 1,8х1,1х1,3 м, площа — 0,0009 га.

## Соціальна сфера
Діють загальноосвітня школа І—ІІІ ступенів, клуб, бібліотека, ФАП, фермерське господарство «Марія», цукровий завод.

## Відомі люди
У Залужжі народилися:
- громадський діяч, член Виділу УНРади ЗУНР Андрій Шмиґельський (Шмигельський; 1866—1920),
- спортсмен (гирьовий спорт, вільна боротьба) Назарій Бойко (1982—2003),
- повітовий провідник ОУН Збаражчини, керівник збройного повстання у Збаразькому районі в грудні 1939 р. Михайло Данилевич (1911—1941),
- редактор, культурно-освітній і громадський діяч Іван Ющишин (1883—1960);

Проживали:
- проживав літератор Я. Кущак;
- учений у галузі філології, педагог Т. Пачовський;
- перебував Іван Франко.